# Кіранов Теодосій Миколайович
Теодосій (Феодосій) Миколайович Кіранов (10 липня 1897, с. Сулицьке, тепер у складі Нікополя, Дніпропетровська область — 23 вересня 1935, Нікополь) — український археолог. Дослідник пам'яток археології Нікопольщини, помічник директора Нікопольського краєзнавчого музею.

## Життєпис
Народився у селі Сулицькому (нині передмістя Нікополя) у вчительській родині. З 1914 року навчався в Олександрівській українській учительській змішаній семінарії, 1917 року перетворену у середню школу. Закінчив її 1919 року. Як практику вів заняття з дітьми в початковому училищі при семінарії.
Працював народним учителем у школах Нікополя, викладав географію, історію та природознавство. Приблизно в середині 1920-х років Кіранов розпочинає науково-пошукову роботу з вивчення пам'яток археології Нікопольщини. Матеріали розвідок передавав до Нікопольського музею мистецтв, завідувачем якого на той час був Я. П. Волошин.
1927 року Теодосій Кіранов зв'язався з Всеукраїнським археологічним комітетом, отримав Відкритий лист на проведення польових досліджень і, відповідно, обов'язок звітувати про них. Його листуванню з ВУАКом зберігається в науковому архіві Інституту Археології НАН України. Того ж року дослідник здійснив обстеження Кам'янських кучугур на лівому березі Дніпра, де були залишки одного з найбільших городищ скіфського часу (IV—III ст. до Р. Х.). Він вивчав численні знахідки давньогрецьких амфор та курганні групи на території м. Нікополя. У 1928 році Т. М. Кіранов продовжив археологічні розвідки по балці р. Кам'янка, склавши ретельно її опис, і вивчення території Кам'янських кучугур. Зібрані ним матеріали, як і знахідки попереднього року, були передані до Нікопольського музею мистецтв.
У 1927—1932 pp. у зв'язку з будівництвом ДніпроГЕС і пов'язаним з цим затопленням дніпровських порогів уперше була організована наукова археологічна експедиція для вивчення археологічних пам'яток в даному регіоні. Очолив експедицію директор Дніпропетровського історичного музею Дмитро Яворницький. Враховуючи величезний масштаб робіт, він просив Управління науки наркомату освіти УСРР включити до складу експедиції музейних працівників, які б мали хоча б мінімальний досвід археологічних досліджень. Теодосій Кіранов отримав запрошення для роботи в експедиції, і протягом 1927—1929 рр. працював під керівництвом Д. І. Яворницького і Д. Р. Добровольського на розкопках курганів і поселень, отримавши цінний досвід польових досліджень.
З 1 жовтня 1929 року Т. Кіранов обіймав посаду помічником директора Нікопольського краєзнавчого музею та археолога музею. Для нього розпочався новий етап у житті, невід'ємно пов'язаний із становленням музею як наукової установи. Важливу роль у цьому мало рішення про будівництво у Нікополі Південнотрубного заводу. Територія, що була відведена під його будівельно-промисловий майданчик, захоплювала частину Нікопольського курганного поля, і тому органи влади виділили кошти на дослідження курганів, що потрапляли під знищення.
Використовуючи досвід роботи Дніпрогесівської експедиції, Т. М. Кіранов організував при музеї постійно діючу експедицію. Протягом трьох польових сезонів було досліджено близько 30 курганів доби міді-бронзи (IV—II тис. до н. е.), скіфо-сарматського часу (V ст. до н. е. — II ст. н. е.), і кочових племен періоду V—XIII ст. Завдяки дослідженням Теодосія Кіранова Кам'янського городища, острова Томаківка та урочища Товсті Піски, вони були оголошені урядовими органами УСРР історико-культурними заповідниками.
Дослідник рано овдовів. 23 вересня 1935 року покінчив життя самогубством (за деякими даними, в робочому кабінеті Нікопольського краєзнавчого музею). Припускають, що до цього привело фізичне і нервове перевантаження, пов'язане з великим обсягом польових робіт і конфліктами на роботі.
2023 року на честь археолога названо колишню вул. Каспійську в Нікополі.